# NGC 5679
NGC 5679 (również Arp 274) – grupa trzech galaktyk spiralnych, znajdująca się w gwiazdozbiorze Panny. Odkrył ją William Herschel 12 maja 1793 roku. Nazwą tą określa się często tylko największą, środkową z tych galaktyk, noszącą też alternatywne oznaczenie NGC 5679B.
Ten tryplet znajduje się w odległości ok. 400 mln lat świetlnych od Ziemi, rozciągając się na ok. 200 tys. lat świetlnych. W jego skład wchodzą galaktyki:
- NGC 5679A (MCG+1-37-34, PGC 52130),
- NGC 5679B (MCG+1-37-35, PGC 52132) – środkowa, największa,
- NGC 5679C (MCG+1-37-36, PGC 52129) – najmniejsza.

Środkowa z galaktyk oddala się od Słońca o ok. 1000 km/s szybciej od pozostałych, co oznacza, że prawdopodobnie znajduje się ok. 50 milionów lat świetlnych dalej od nich.
W grupie tej zaobserwowano supernową SN 1982D.